# Uranotaenia socialis
Uranotaenia socialis är en tvåvingeart som beskrevs av Theobald 1901. Uranotaenia socialis ingår i släktet Uranotaenia och familjen stickmyggor. Inga underarter finns listade i Catalogue of Life.